# Cal Doctor Ninbó
Cal Doctor Ninbó és un edifici del municipi de Vallromanes (Vallès Oriental) que forma part de l'Inventari del Patrimoni Arquitectònic de Catalunya.

## Descripció
És un edifici civil. Unes escales centralitzades, que coincideixen amb la porta d'accés, aixequen la casa respecte al nivell del carrer. El jardí, en no gaire bon estat, és organitzat en parterres distribuïts de forma geomètrica. La façana s'enfonsa en la part del centre per formar un porxo amb quatre columnes toscanes que sostenen petites bigues i actualment un sostre d'uralita, encara que fou en el seu origen un emparrat. En els angles del carener de la teulada es troben uns elements decoratius de forma esfèrica amb una punxa a la part superior. En el jardí i a la part esquerra de la casa hi ha un berenador també format per columnes i bigues de fusta i cobert per un emparrat.